# Oskar Nilsson (ryttare)
Oskar Petrus Nilsson, född 25 januari 1897 i Ringarum, död 29 mars 1958 i Norrköping, var en svensk ryttare.
Han blev olympisk bronsmedaljör 1920.